# Neogurelca hyas
Neogurelca hyas là một loài bướm đêm thuộc họ Sphingidae. Loài này có ở Ấn Độ, Nepal, Myanmar, miền trung và nam Trung Quốc, Đài Loan, phía nam Nhật Bản, Thái Lan, Việt Nam, Malaysia (bán đảo), Indonesia (Sumatra, Java) và Philippines.
Sải cánh từ 34–40 mm. 

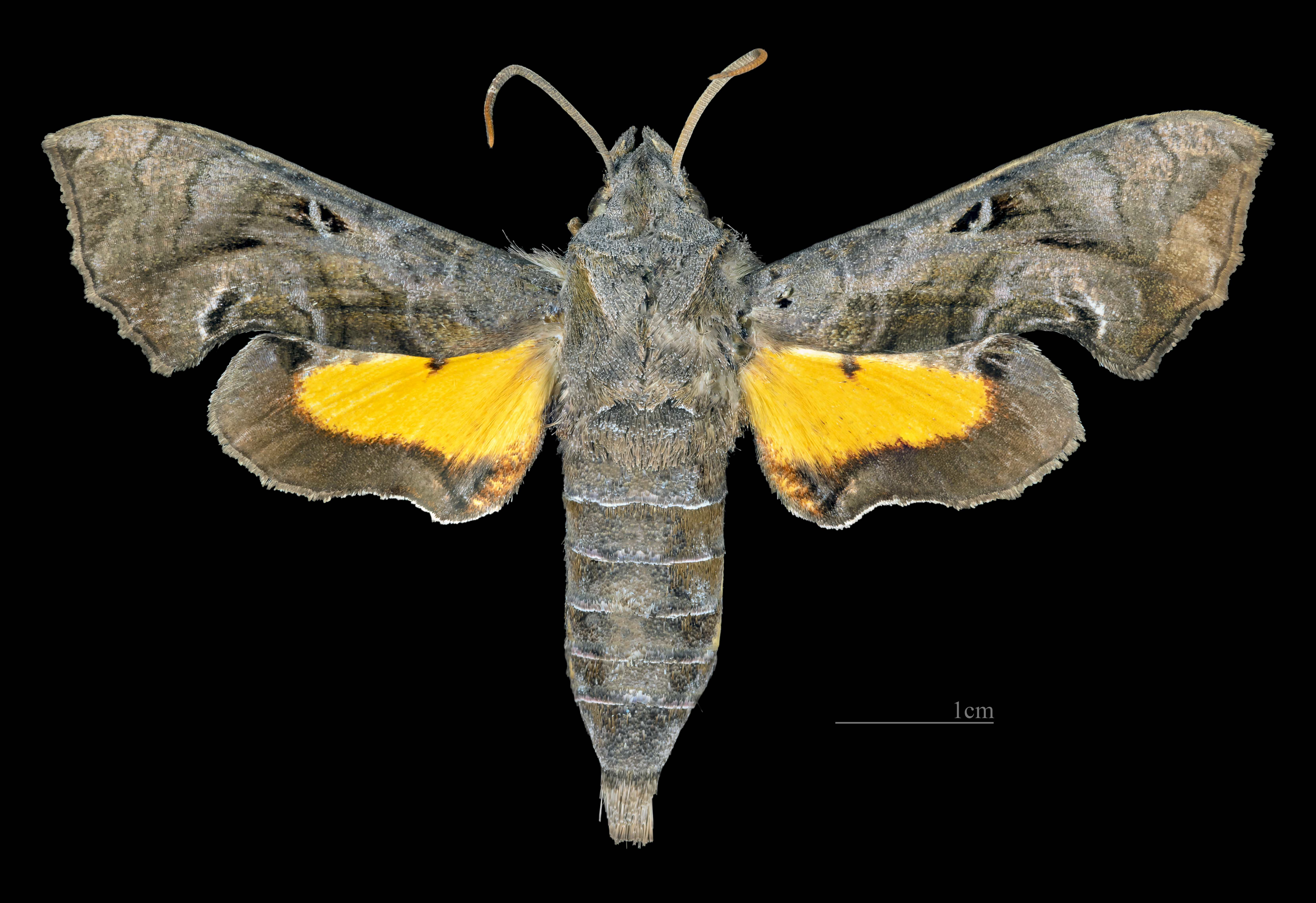
Neogurelca hyas ♂
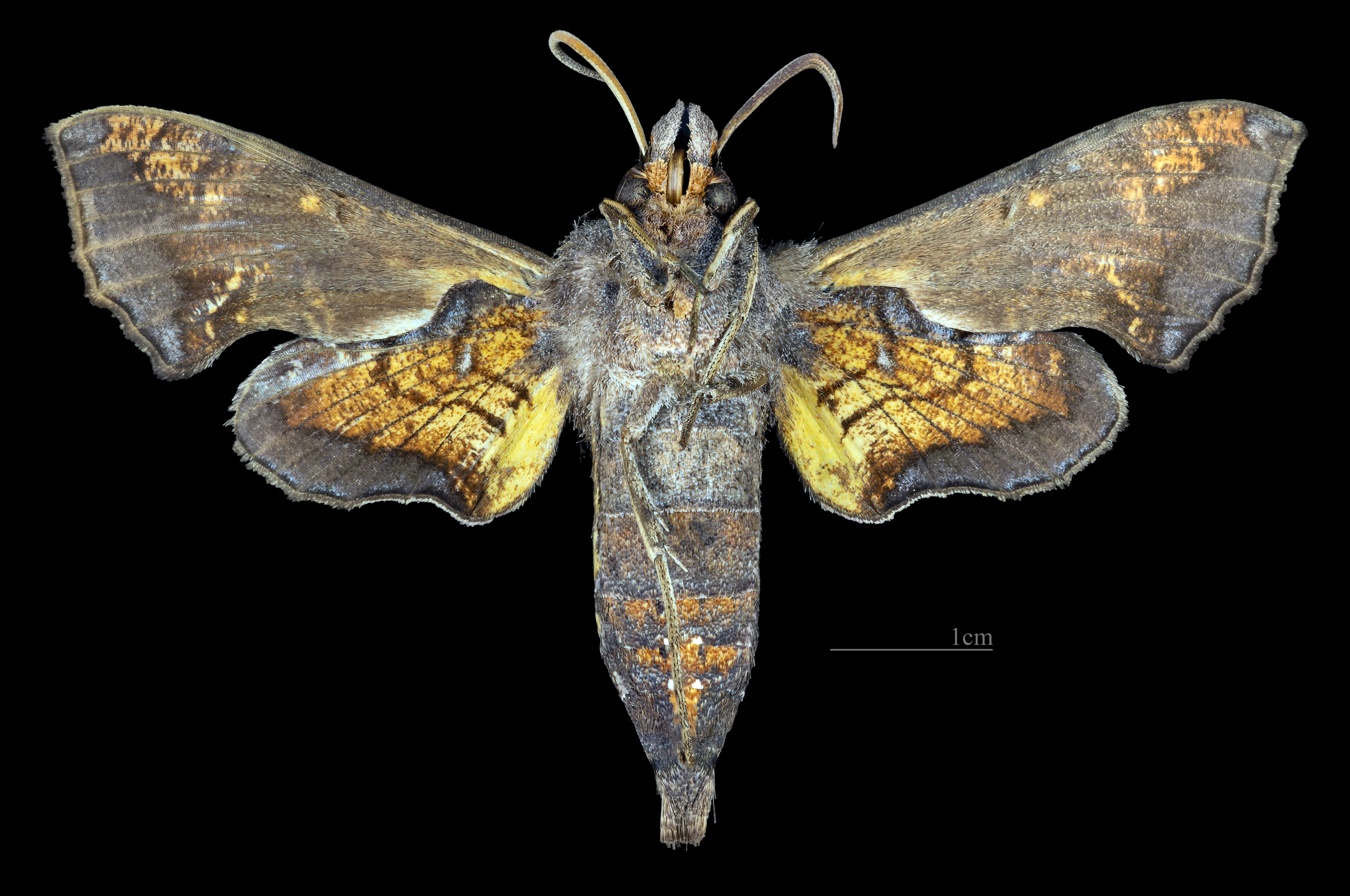
Neogurelca hyas ♂  △
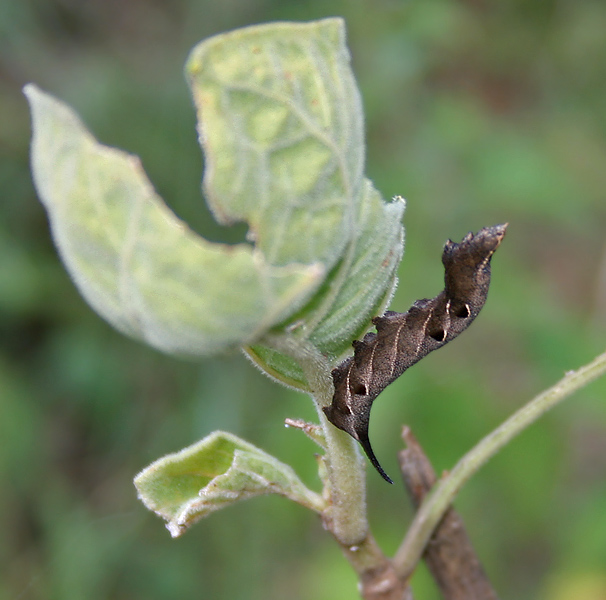
Hình thức con sâu bướm

Đây là một loài hoạt động lúc hoàng hôn, chuyên hút mật hoa như Duranta erecta ở Hồng Kông, trước khi trời tối hẳn.
Ấu trùng được ghi nhận ăn các loài Paederia scandens và Serissa foetida phía nam China, Paederia foetida đông bắc Ấn Độ và các loài Morinda phía nam Ấn Độ.

## Hình ảnh

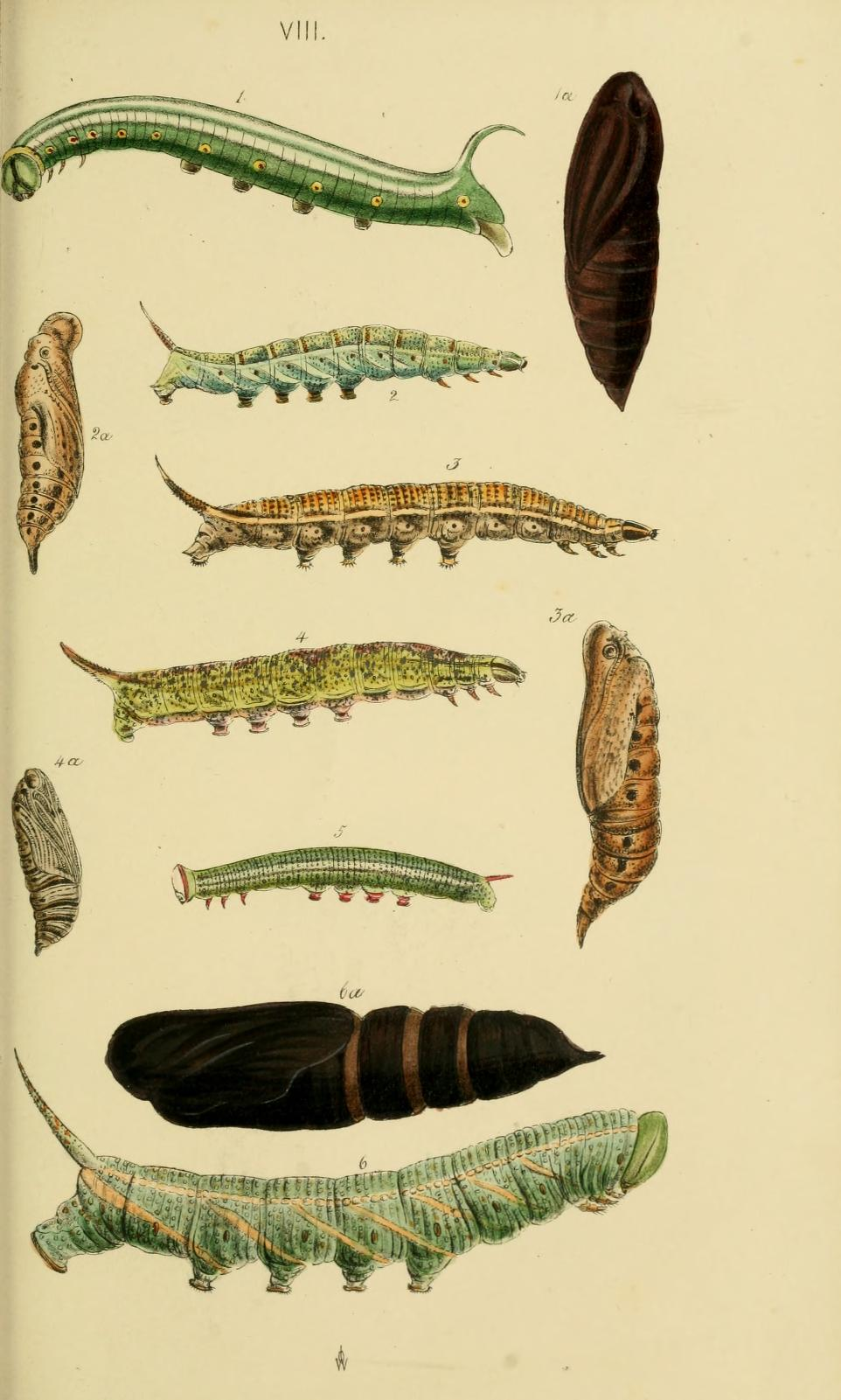
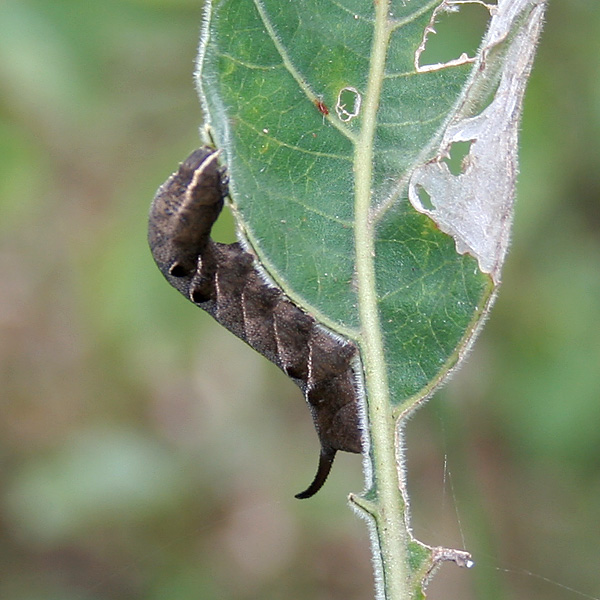